# Cesce
Cesce (acrónimo de Compañía Española de Seguros de Crédito a la Exportación) es una empresa de gestión de riesgo comercial presente en nueve países. Es el cuarto grupo mundial y el segundo de España en crédito y en caución. Cuenta con 140 000 clientes, 1,13 millones de límites de riesgo en vigor, 24 oﬁcinas comerciales, 100 agentes y 1462 empleados. Es miembro de UNESPA, Unión de Berna, ICISA, ALASECE y APFPASA. A su vez, es propietaria de Informa, empresa de información financiera y comercial.
En otro ámbito, Cesce es la ECA (Agencia de crédito a la exportación) encargada en España de gestionar el Seguro de Crédito a la Exportación por Cuenta del Estado.
Está participada mayoritariamente por el Estado y por los principales grupos bancarios y compañías de seguros españolas.
Aparte de en España y Portugal, está presente en Brasil, Chile, Colombia, México y Perú; a través de CIAC, de la que es la principal accionista, con un 63,12 %.

## Historia
Cesce se constituye en 1971, como una compañía de capital mixto en la que el Estado cuenta con la mayoría y en la que participan las principales entidades financieras españolas, así como algunas compañías privadas de seguros. y en 1972 empieza a operar.
En 1992 inicia su actividad de Seguro por Cuenta Propia. Ese mismo año crea Informa, una empresa de suministro de información comercial, financiera y de marketing.
En el año 2000 crea el Consorcio Internacional de Aseguradores de Crédito, S.A. (CIAC) e inicia su expansión en Latinoamérica.
En 2004 Informa adquiere el negocio de Dun & Bradstreet en España y Portugal
A finales del año 2012, Cesce rompe el principio de globalidad hasta entonces vigente en el sector del seguro de crédito.
Privatización. El 13 de julio de 2012 el ministro de Economía, Luis de Guindos, anuncia la privatización de la compañía. El 14 de septiembre de 2012 se aprueba con el Real Decreto Ley 20/2012 que suprime la restricción legal anteriormente existente que obligaba al Estado a mantener una posición mayoritaria en el capital de la compañía. En enero de 2013 la SEPI selecciona a PricewaterhouseCoopers y Pérez Llorca Abogados como asesores financiero y jurídico, respectivamente, en el proceso de privatización de la Compañía. El 20 de septiembre de 2013 el Consejo de Ministros aprueba el anteproyecto de 'Ley de cobertura por cuenta del Estado de los riesgos de la internacionalización de las empresas', que crea la figura del Agente Gestor, la entidad designada por el Estado para gestionar en su nombre determinados riesgos de la internacionalización, y estipula que Cesce será Agente Gestor durante 7 años ampliables a 10, a su vez estipula que dicho Agente Gestor no podrá llevar la ECA de ningún otro país. Finalmente el 4 de abril de 2014 el Congreso aprueba la privatización y el 23 del mismo mes sale la Ley 8/2014, de 22 de abril, sobre cobertura por cuenta del Estado de los riesgos de la internacionalización de la economía española que entra en vigor el día 23 de julio. Sin embargo, en junio de 2015 se aparcó 'sine die' el proceso de privatización.

## Presencia internacional
Cesce está presente directamente en España, Francia y Portugal; y a través de Cesce Internacional (CIAC) en diferentes países de Latinoamérica con las siguientes empresas:
Cesce Perú,
Cesce Colombia,
Cesce Brasil,
Cesce México y
Cesce Chile.

## Accionistas
| Sociedad                                   | % de participación |
| ------------------------------------------ | ------------------ |
| Patrimonio del Estado (Gobierno de España) | 50,25%             |
| Banco Santander                            | 23,88%             |
| Banco Bilbao Vizcaya Argentaria            | 16,3%              |
| Otros bancos                               | 5,67%              |
| Compañías de seguros                       | 3,9%               |